# Dynekilen
Dynekilen  er en lille fjord i Bohuslän i Sverige lidt nord for Strömstad ved den norske grænse. 
Fjorden er kendt for Tordenskiolds sejr i et søslag 8. juli 1716 under Den Store Nordiske Krig, hvor en svensk forsyningsflåde blev ødelagt, hvilket var stærkt medvirkende til, at den svenske konge Karl 12. måtte opgive sit forsøg på at erobre Norge. Slaget er kendt som slaget i Dynekilen.
59°00′30″N 11°13′20″Ø / 59.008333°N 11.222222°Ø